# Inarisamische Sprache

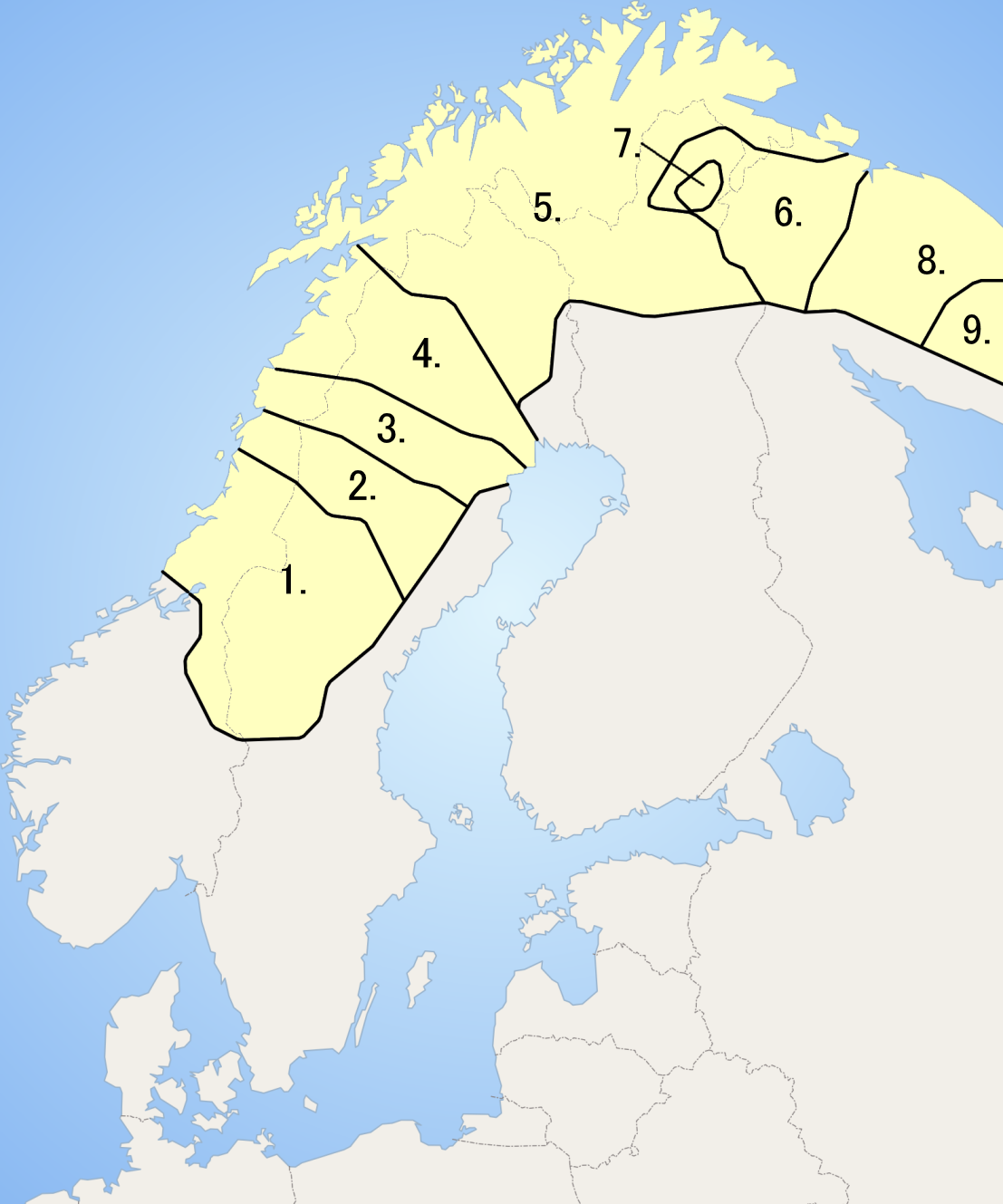
Verbreitungsgebiet des Inarisamischen (Nr. 7) im samischen Sprachraum

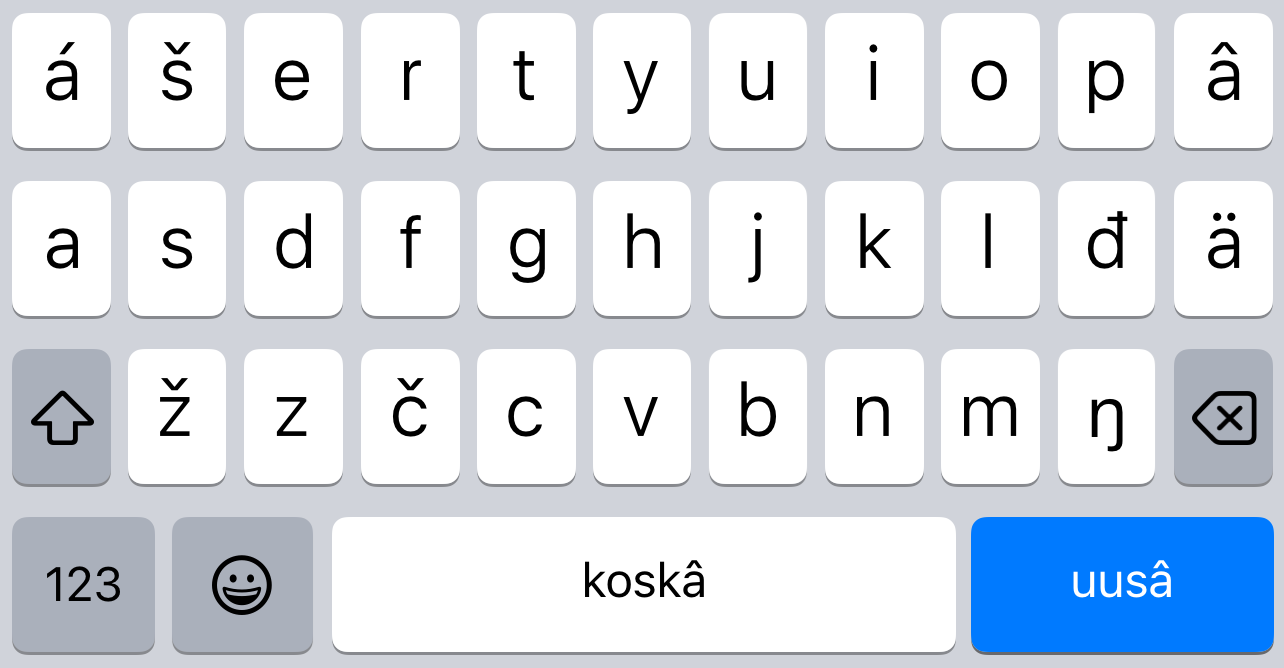
Inarisamische Bildschirmtastatur auf einem iPhone

Die inarisamische Sprache (Eigenbezeichnung anarâškielâ) ist eine Sprache aus der östlichen Gruppe der samischen Sprachen und gehört somit zur finno-ugrischen Sprachfamilie. Sie wird von geschätzten 250 Inarisamen in der Gemeinde Inari in Finnisch-Lappland gesprochen. Die Sprache gilt trotz staatlicher Förderung als hochgradig gefährdet, weil sie kaum mehr an die jüngere Generation weitergegeben wird.

## Geschichte
Die ersten Bücher in inarisamischer Sprache waren die Fibel Anar sämi kiela aapis kirje und der Katechismus Doctor Martti Lutherus Ucca katkismus, die beide 1859 von Edvard Wilhelm Borg veröffentlicht wurden. 1906 entstand eine Bibelübersetzung. Danach versiegte die literarische Produktion weitgehend. 1986 wurde die inarisamische Vereinigung (Anarâškielâ Servi) ins Leben gerufen, die den Gebrauch des Inarisamischen fördert und inarisamische Bücher, Lesebücher, Kalender usw. veröffentlicht. In jüngerer Zeit ist sogar Hip-Hop-Musik in inarisamischer Sprache entstanden.
1992 erhielten die Samen in Finnland das Recht, in ihrem sogenannten Heimatgebiet in Nordlappland ihre Muttersprache beim Behördenverkehr zu nutzen. Dadurch erhielt Inarisamisch in der Gemeinde Inari neben Finnisch, Nordsamisch und Skoltsamisch einen offiziellen Status. Seit 1997 gibt es einen inarisamischsprachigen Kindergarten in Inari und Ivalo.

## Rechtschreibung
Seit 1996 gibt es einen einheitlichen Rechtschreibstandard für die inarisamische Sprache. Sie wird mit einer erweiterten Version des lateinischen Alphabets geschrieben, die über folgende Buchstaben verfügt:
A/a, (Â/â), B/b, C/c, Č/č, D/d, Đ/đ, E/e, F/f, G/g, H/h, I/i, J/j, K/k, L/l, M/m, N/n, O/o, P/p, R/r, S/s, Š/š, T/t, U/u, V/v, Y/y, Z/z, Ž/ž, Ä/ä, (Á/á).
Der Buchstabe Đ steht dabei für den stimmhaften dentalen Frikativ [⁠ð⁠] (wie im englischen the), Á ist ein halblanges [⁠a⁠].

## Grammatik

### Kasus
Das Inarisamische kennt neun Kasus: Nominativ, Genitiv, Akkusativ, Lokativ, Illativ, Komitativ, Abessiv, Essiv und Partitiv. Der Genitiv und Akkusativ haben oft dieselbe Endung, der Partitiv ist recht unproduktiv und kommt nur im Singular vor.

### Pronomina
Die Personalpronomina kommen in drei Numeri vor: Singular (Einzahl), Dual (Zweizahl) und Plural (Mehrzahl).
| Person | Inarisamisch | Deutsch   |
| ------ | ------------ | --------- |
| 1. Sg. | mun          | ich       |
| 2. Sg. | tun          | du        |
| 3. Sg. | sun          | er/sie    |
| 1. Du. | muoi         | wir beide |
| 2. Du. | tuoi         | ihr beide |
| 3. Du. | suoi         | sie beide |
| 1. Pl. | mij          | wir       |
| 2. Pl. | tij          | ihr       |
| 3. Pl. | sij          | sie       |

### Verb
Das inarisamische Verb wird in drei Personen und drei Numeri (Singular, Dual, Plural) konjugiert. Es kennt zwei einfache (Vergangenheit und Nicht-Vergangenheit) und zwei zusammengesetzte (Perfekt, Plusquamperfekt) Tempora sowie fünf Modi (Indikativ, Imperativ, Konditional, Potential und Optativ). Wie die anderen samischen Sprachen, das Finnische und das Estnische verwendet das Inarisamische ein Verneinungsverb.
Morphologisch lassen sich die Verben in drei Gruppen aufteilen: gleichsilbige, ungleichsilbige und kontrokte. Die gleichsilbigen Verben sind die größte Gruppe und sind mit Stufenwechsel und Diphthongänderungen morphologisch komplex. Die ungleichsilbigen Verben besitzen im Gegensatz zu den anderen samischen Sprachen Vokalwechsel im Stamm.